# Liolaemus gallardoi
Espèce
Synonymes
- Liolaemus archeforus gallardoi Cei & Scolaro, 1982

Statut de conservation UICN

 LC  : Préoccupation mineure
Liolaemus gallardoi est une espèce de sauriens de la famille des Liolaemidae.

## Répartition et habitat
Cette espèce est endémique de la province de Santa Cruz en Argentine,. On la trouve entre 1 000 et 1 300 m d'altitude. Elle vit sur les plateaux basaltiques où poussent quelques touffes d'herbes et des buissons

## Description
C'est un saurien vivipare.

## Étymologie
Cette espèce est nommée en l'honneur de José María Alfonso Félix Gallardo.

## Publication originale
- Cei & Scolaro, 1982 : Un nuevo iguanido tropidurino del genero Liolaemus, grupo kingi archeforus, de la región del Lago belgrano, Santa Cruz, Argentina. Revista de la Universidad Nacional de Río Cuarto, vol. 2, no 2, p. 257-268.